# L'École des petits vampires
L'École des petits vampires (Die Schule der kleinen Vampire / Scuola di vampiri) est une série télévisée d'animation germano-italienne, basée sur le livre de Jackie Niebisch diffusée à partir du 26 août 2006 sur KiKA en Allemagne et le 20 novembre 2007 en Italie.
En France, elle a été diffusée sur Télétoon+.

## La naissance de la série
Le Livre de Jacckie Niebisch servit de base à faire la série. Gerard Hahn et son équipe commencèrent à créer dès la fin de l'année 2004 des figures et des contextes pour leur future série. Les scènes expressionnistes et les décors de scènes ont constitué des modèles esthétiques à l'origine. Ils seront inspirés par exemple du film "Docteur Caligarié". Le plus important est le choix des couleurs : Le vert, le violet et le rose sont très dominante et contribuent à donner une ambiance particulière. 
Dans l'équipe 'Hahn", on retrouve le duo de designers Neschet Al-Zubaidi et Miriam Fritz qui développèrent les personnages.

### La création des personnages: sources d'inspiration
On peut voir une influence des grands films de vampires dans le style des différents personnages de la série.
Nosferatu le vampire a influencé le style d'Oxblood, de Max Nosfératu et de Orlock Nosferatu. 
Dracula (de son nom complet Bram Stoker's Dracula de Coppola) a influencé celui du comte Von Horrificus et celui de Lady Kryptina (voir Lucy). Le nom d'Oscar en est un dérivé.

### Voix Françaises
- Delphine Moriau : Gothica
- Mélanie Dermont : Stocker
- Elisabeth Guinand : Sunshine Polidori

## Comparaisons avec le livre: L'école des petits vampires, la quenotte d'or écrit par Jackie Niebisch
La série télévisée est inspirée de ce livre dont le nom original est Die Schule der kleinen Vampire : Die Prufung, écrit et illustré par Jackie Niebisch et publié en 1985 (En 1999 en France). 
Il est intéressant de pouvoir faire une comparaison entre ces deux univers car on peut remarquer que bien que la série s'en inspire, elle s'en écarte également. Voici ci-dessous les points communs ainsi que les principales différences entre le livre et son "adaptation" télévisée. 
- Oscar : Le personnage principal, a un équivalent dans le livre, Philémon qui lui aussi ne supporte pas la vue du sang. Pourtant, Oscar est bien plus compliqué. Il aime la mortelle Sunshine qui dans le livre n'existe pas.
- Le comte Alaric Von Horrificus : Dans la série, le comte est l'oncle du héros. Le comte Sanpoursan, l'"équivalent" dans le livre, est le père de Philémon, le petit vampire qui a peur du sang. Le point de vue de ces deux comtes est forcément différent car leur lien de parenté n'est pas le même avec le héros. Philémon bénéfice de davantage d'indulgence (d'où un traitement progressif d'habituation à la vue du sang) de la part de son père ce qui n'est pas le cas d'Oscar. Le comte Horrificus ne prend pas de gants blancs avec qui que ce soit : il est froid, distant et sévère avec tous les vampires de l'institut, sauf peut-être avec Kryptina (du moins, c'est l'impression qu'il donne).
- Archibald Oxblood : Le seul et unique professeur des petits vampires du livre est Archibald Dufond-du château. Ce vampire a fait ses études à Oxford et il porte constamment une robe bleue. Oxblood est vêtu lui aussi plus ou moins de la même manière. Si son prénom « Archibald » a été repris, il porte le nom de Oxford qui a été transformé en Oxblood en français.
- Ashley et les tas de cendre : Dans le livre, il n'est pas question de tas de cendre qui parle et qui aurait été autrefois un vampire. Le soleil ne transforme pas les vampires en poussière. Dufond-Du Château présente à ses élèves un mon de cendre pour leur faire peur et les empêcher de se rendre à l'extérieur du château en plein jour. Les adultes sont eux-mêmes convaincu que le soleil représente un danger mortel. Dans la série, ce mythe a été repris et ré exploité sous la forme de ces tas de cendre qui communiquent, ressentent et pensent.
- Lady Kryptina : Cette dame vampire qui est la seule de la série est absente du corps enseignant dans le livre.

## Synopsis
Contrairement à ce que les humains pensent, les enfants vampires doivent apprendre à maîtriser leurs capacités et ne peuvent pas mordre d'humains avant d'avoir obtenu leur diplôme. Tous les vampires ont commencé petit avant d'être ce qu'ils sont aujourd'hui. Quelque part en Transylvanie, Oscar, un garçon vampire, se rend à l'école avec ses camarades Gothica, Klot, Stoker, Ashley et Leetchy pour apprendre les ficelles du "métier" de suceur de sang. Durant son apprentissage, il tombe amoureux d'une mortelle, Sunshine, qui est la petite fille du chasseur de vampires local, le professeur Polidori. Il se heurte à la volonté de son oncle, le comte Alaric Von Horrifius, directeur de l'école, de faire de lui le plus grand des vampires de tous les temps. 
Heureusement, Oscar peut compter sur ses amis pour dissimuler son secret à son oncle et au restant des professeurs.

## Personnages
Cette liste répertorie tous les personnages, importants ou secondaires, qui apparaissent dans la série et auxquels les producteurs ont donné un nom. 
Certains personnages reviennent de manière régulière dans la série tandis que d'autres ne font l'objet que d'un seul épisode.

### Les Élèves
- Oscar Von Horrificus : il est le personnage principal. C'est un très beau petit vampire qui a peur du sang. Bébé, Oscar a été envoyé chez son oncle, Alaric Von Horrificus qui s'occupe désormais de son éducation. En effet, une tradition très ancienne chez les vampires accorde une grande importance à la relation oncle/neveu. Papyrus, le vieux vampi-facteur, déposa Oscar à l'institut il y a quelques années (quelques siècles dans la version originale mais la chronologie dans la série n'est pas très claire) accompagné d'une lettre.
 Contrairement à ce que l'on peut penser, les parents d'Oscar sont toujours "vivants" comme le prouve la boîte de chocolats qu'Oscar reçoit lors de la fête des cœurs assoiffés de sang (la carte est signée "ta maman"). Il est partagé entre l'ambition de son oncle de faire de lui un grand vampire et son amour pour une mortelle. L'hématophobie d'Oscar est telle qu'il s'évanouit dès qu'il voit du sang ou un liquide y ressemblant. Au fur et à mesure de la série, il parvient peu à peu à dominer sa peur mais le sang le dégoûte constamment. Pour lui, cela constitue un énorme handicap car le sang est la principale source d'alimentation des vampires (au point de l'ajouter aussi dans la plupart de leurs recettes tels que le boudin noir, le flan au sang ou le baba au sang). Le sang des animaux à sang chaud ou celui des animaux à sang froid peut être aussi consommé. Malheureusement pour Oscar, il ne parvient à manger ni l'un ni l'autre. Il se rabat alors sur les tomates et autres fruits à jus rouge comme les fraises, les gâteaux aux cafard ainsi que les œufs de dragon. Parfois, il lui arrive de manger des mets humains. On ignore pourquoi Oscar a peur du sang et la réponse n'est pas apportée dans la série. Lytchi parle à un moment (épisode 73 : la visite surprise du docteur dentdefer) du gène "de la soif de sang" qui manquerait à Oscar. Gothica suppose que son ami est particulièrement sensible. Pour certains, il s'agirait même d'une maladie très rare.
- Stocker Grand Croc de la Crypte (Fletsher en VO) : Stocker se voit dans le futur comme un méchant super vampire. Pour cela, il met tout en œuvre pour y arriver. Imbus de lui-même, son allure se veut effrayante. Il s'entraîne à faire peur aux humains et se lamente de ne pas pouvoir encore consommer leur sang. À ses yeux, il est le meilleur. C'est pourquoi le rôle de chef lui revient de droit. Son caractère qui le rend antipathique le fait souvent entrer en conflit avec Oscar.
- Gothica (Gruftine en VO) : Gothica est une fille vampire, considérée comme une beauté intellectuelle qui a pour passe-temps de concocter toute sorte de potions. Elle s'occupe volontiers des plantes qui poussent au château, accompagnée d'Aracula, son araignée apprivoisée. Très mature, elle impose son bon sens dans les situations conflictuelles. Son affection pour Oscar est révélée peu à peu dans les épisodes. Elle est d'ailleurs jalouse de Sunshine qui n'est qu'une mortelle. Cependant, bien souvent elle met cette jalousie entre parenthèses pour sauver la mise à Oscar quand ce dernier est en difficulté.
- Leetchy (Tinto en VO) : Ce vampire est l'intellectuel du groupe ainsi que le meilleur ami d'Oscar. Il passe son temps à inventer des machines, des pièges, des plans, etc. Une de ses inventions la plus impressionnante pour son jeune âge est un perpetu-mobilé, un moteur qui tourne à l'infini.
- Klot : Klot, fils du plus grand organiste du monde, est le plus jeune des petits vampires de l'école et le plus attendrissant. Il aime les bonbons des humains et jouer avec Ashley, son ami de poussière. Cependant, il n'est pas très doué en classe et est souvent distrait. À cause de cela, le comte l'a d'ailleurs menacé plusieurs fois de renvoi. Il a aussi été question à un moment de le transférer dans une école maternelle. Dans l'épisode 15 de la saison 3 "Qui a peur du petit vampire ?" il est nommé vampire le plus effrayant du château.
- Ashley : Ashley est un tas de cendres vieux de plus de 300 ans. Mais autrefois, il était un vampire extrêmement talentueux en danse. Lors d'une soirée de danse, il s'est retrouvé exposé à la lumière du soleil et a été transformé en tas de cendres à cause de sa négligence et de son imprudence. Peu fier de sa mésaventure, il invente des histoires pour que l'on ne se moque pas de lui. De manière pessimiste, il commente la vie des autres. Klot est son meilleur ami. Ce dernier le tire dans une poussette (car Ashley ne peut pas se déplacer) et s'occupe de lui. Plus tard, Litchy lui invente une voiture spéciale pour qu'il puisse se déplacer.

### Personnel et professeurs de l'école
- Le Comte Alaric Von Horrificus (Alerich Von Horrificus en VO) : Ancien élève de l'institut, le Comte Von Horrificus est devenu directeur de l'école des petits vampires par la suite. Il s'agit du personnage le plus impressionnant et le plus effrayant de la série. Cela se remarque jusque dans sa garde-robe du parfait vampire aristocrate : un long manteau noir, un haut de forme, une cravate rouge et sa canne qu'il emmène presque partout. Ses yeux rouge sang brillant dans les ténèbres de la nuit doivent plonger ses futures victimes dans un effroi total avant de les priver de leur volonté grâce à l'hypnose. Son contrôle des ombres et ses capacités hypnotiques lui ont valu une notoriété indiscutable au sein de la communauté des vampires. En tant que directeur, il n'accepte aucun écart de conduite et exige le meilleur de ses élèves. Pour tenir l'école en état, il lui arrive de se rendre à des conférences ou d'organiser des réceptions au château. Il est également l'oncle d'Oscar, envers lequel il est particulièrement exigeant. Tout au long de la série, le comte montre un autre côté de sa personnalité, celle d'un parent attentif. Dans l'épisode « Qui a peur du petit vampire ? », il est révélé que le Comte Horrificus a peur des clowns. Au cours de la série, on en apprend plus sur les mets préférés du comte : il aime les poulpes vivants, les barbecues au sang et les "Blutgrinselknödel", traduit en français par "boulettes de caillots de sang bavarois".
- Oxblood/ Archibald Oxford : Oxblood enseigne la plupart des matières du programme parmi lesquelles se trouvent l'analyse des groupes sanguins, l'histoire des vampires, l'épouvante etc. C'est le plus vieux professeur de l'institut, considérant le fait que le comte l'a eu comme professeur du temps de son apprentissage. Dans la série, il est supposé avoir plus de 800 ans. En tant que professeur, il est très exigeant mais il a néanmoins un côté paternel marqué avec ses élèves.
- Lady Kryptina : Lady Kryptina enseigne le cours de métamorphose, de vol et de survie. C'est une dame au caractère bien trempé. Elle a beaucoup d'autorité sur ses élèves qui évitent de la mettre en colère. En tant que « femme », elle est très coquette au point de se procurer une décoction à base de cendres venant du cimetière des cœurs non-exaucés. Mortels et vampires, tous sont d'accord pour dire que lady Kriptina est une très belle dame, fatale pour les uns et inaccessible pour les autres. Polidori aura lui aussi un coup de foudre pour elle durant un épisode (le coup de foudre de Polidori). Bien que la situation soit grotesque - car Polidori pense qu'elle est humaine, amoureuse de lui et qu'elle a été enlevée par les vampires. La vampire sera néanmoins touchée par l'attention qu'il lui a porté ce jour-là.
- Nestor : C'est un vampire sensible qui était autrefois un humain. Durant sa vie humaine, il était constamment malheureux et seul. C'était un vagabond à cette époque qui cherchait un endroit où il pourrait trouver du bonheur. Il tenta sa chance dans une petite bourgade où il fut engagé comme assistant par l'ancêtre de Polidori, lui aussi chasseur de vampires. Nestor ne croyait pas aux vampires mais il était fasciné par leur monde. Étant malheureux dans sa vie, il souhaita devenir vampire. Lors d'une intrusion au château orchestrée par le Polidori de cette époque pour anéantir les vampires, Nestor fut accidentellement mordu par les dents du premier directeur de l'école. Depuis, il veille sur la sécurité du château et sur le bien être des élèves et est l'homme à tout faire dans le château. Il nettoie, cuisine de délicieuses recettes vampiriques, répare la plomberie, etc. Dans l'épisode « Le roi du goth'n roll », il est révélé que Nestor a autrefois été un artiste vampire de la chanson.
- Orthos : C'est le loup de compagnie du comte. En vérité, il n'est pas très dangereux car il a peur de tout.

### Personnages secondaires du monde des vampires
- Hans Punkinfin (Rudiger Tratsszum en VO) : Il s'agit du père de Klott. Ancien élève de l'institut, il est un ami proche du comte Horrificus qui était dans la même classe que lui. Ensemble, ils faisaient les "400 coups". Le passe-temps favori de Rudiger était de faire des farces au professeur Archibald Oxford. À la fin de ses études, il est devenu le plus grand organiste du monde des vampires. Il joue des notes tellement effrayantes que les spectateurs peuvent en perdre leurs dents ou avoir les cheveux décolorés. Cependant, la rumeur court que le grand organiste n'était pas aussi bon en musique du temps de son enfance. Hans Punkinfin est un personnage imposant et impressionnant mais, d'après Klott, sa mère fait bien mieux que lui.
- Inspecteur Dentdefer : Il s'agit du cauchemar de tous les établissements scolaires de la région. Si une école ne remplit pas ses conditions, elle est immédiatement fermée. L'école des petits vampires (institut Horrificus en VO) a échappé plusieurs fois à la fermeture mais heureusement, les écoliers veillent à ce que cela ne se produise pas. L'inspecteur est devenu plus petit après avoir été écrasé par une pierre tombale il y a quelque temps mais il l'ignore car, étant un vampire, il est incapable de voir son reflet dans un miroir et personne n'a jamais eu le courage de le lui dire.
- Ravena / Emilia (vf) : Ravena, la nièce du professeur Oxford, vient passer quelques nuits au château. Cette jeune vampire est vraiment très mignonne avec ses vêtements de style victorien. Leetchy, l'intellectuel des petits vampires, en est ébloui et tombe amoureux au point de changer de look. Ravena possède une grande intelligence et son passe-temps est... étudier.
- Madame Maxine : Lors d'une soirée Halloween, elle se fait passer pour la baby-sitter qui garde Sunshine et ses camarades le temps que le professeur Polidori chasse les vampires. En vérité, c'est une vampire dont les victimes de prédilection sont des enfants. Son but est de mordre Sunshine, la petite-fille de l'homme qui a gâché son mariage. C'est d'ailleurs elle qui a envoyé le tuyau que Polidori a reçu afin de l'éloigner de chez lui. Heureusement, Oscar est là pour protéger son amie mortelle.
- Valpurg le mauvais : Ce vampire maléfique était le précédent propriétaire du château qui terrorisait la région. À la suite de ses mauvaises actions, le conseil des vampires, dont le comte Von Horrificus fait partie, envoie un émissaire pour le sommer de se repentir. Valpurg leva la main sur ce vampire. Pour cela, il fut condamné à passer le reste de son éternité enfermé. Cependant, il réussit à se libérer. Heureusement, grâce à une invention volée à Polidori, Valpurg put être mis hors d'état de nuire.
- Wolfgang : Wolfgang est un petit lycanthrope envoyé dans le cadre d'un programme d'échange d'élève à l'Institut Horrificus. Les petits vampires le traitent méchamment car contrairement à ce qu'ils pensaient, le loup-garou n'est pas du tout effrayant et est même facilement impressionnable. Oscar qui est chargé par Oxford de veiller sur cet invité est le seul à lui montrer un peu de sympathie. Stoker est particulièrement désagréable avec lui. Comme punition, le comte l'envoie à l'académie de Loups-garou comme élève d'échange.
- Missy/Ondine : Ce n'est pas vraiment un personnage. Il s'agit d'un monstre marin aux écailles rosées qui habite le lac qui entoure le château. Elle adore Nestor et vient lui rendre visite à chaque pleine lune.
- Orlock et Max Nosferatu : Ces deux vampires sont des cousins d'Alaric Von Horrificus. Ils débarquent une nuit au château et se comportent comme des grands princes sans gêne. Orlock vide les réserves de sang (de grand cru) du comte pendant que Max passe son temps à se pavaner auprès des petits vampires et de flirter avec Gothica. Le comte est obligé de supporter ses ignobles cousins car son clan a une dette d'honneur avec les Nosferatu. Un des ancêtres du comte Alaric von Horrificus a failli être cuit dans un chaudron d'ail. C'est à ce moment que Morlock, l'ancêtre des Nosferatus, le sauva péril de sa vie (immortalité car les vampires sont des morts-vivants). Orlock et Max sont venus au château pour demander le payement de cette dette (avec les intérêts en plus). La seule chose à effrayer les deux Nosfératu est le chasseur de vampires Van Helsing.
- Alfredo : C'est un jeune garçon que Gothica rencontre par hasard dans la forêt alors qu'elle ramassait des herbes. Sa passion pour les plantes le rend sympathique à la jeune vampire qui n'a pas souvent l'occasion de trouver quelqu'un qui partage son hobby. Ramené au château par Gothica, il peut découvrir le jardin entretenu par cette dernière. Une aventure a lieu lorsqu'Alfredo touche un énorme champignon explosif. Il s'avère en fin de compte qu'Alfredo n'est pas humain.
- Dr. Quakenheimer : C'est un vampire psychiatre qui, une nuit, fait passer des tests d'aptitude aux petits vampires (une sorte d'examen médical). Ce vampire est un vieil hurluberlu qui est convaincu que le meilleur moyen de régler un problème psychologique est une thérapie de choc. Le comte Horrificus se plaint d'ailleurs de devoir lâcher ce bonhomme sur son institut. Il paraîtrait que le docteur n'attendrait qu'une seule occasion pour expédier ses patients dans un asile de fous pour l'éternité.
- Erich Von Aschenbecher : Il s'agit de l'oncle d'Ashley. Consumé par le soleil, il est contraint de demeurer dans une urne pour le restant de son éternité. Le comte Von Horrificus l'invite au château car il espère lui soutirer de l'argent pour financer les réparations de la tour nord.
- Le comte Frakula : C'est un vampire assez âgé qui a été enfermé au château Horrificus. Il est réveillé par Stocker et les autres petits vampires lorsque ces derniers entrent en possession d'une carte qui indique la localisation du caveau du comte Frakula. En fait, le comte Frakula a été condamné pour conduite indigne d'un vampire par le conseil à un sommeil de 400 ans. Il a pris le pseudonyme de Tomec Karlufa pour pousser un idiot à le libérer. Heureusement, les petits vampires ont été plus malins que lui.
- Buck / Filou Ladendure : Buck est un vampire adolescent qui traîne dans les rues. Il ne suit aucune règle et ne se plie à aucune contrainte.
- Grufin / Crousti : Un soir, alors que Gothica pique-nique avec Stoker dans le cimetière, Crousti le troll apparaît. Il cherche un endroit où habiter et des amis.
- Ludwig Von der Volgelwede : Ludwig, un troubadour itinérant, arriva un jour en ville. C'est un vampire rêveur et sentimental qui partage deux points communs avec Oscar : la peur du sang et son amour pour une mortelle. Cette mortelle, appelée Gerlinde, est la petite-fille du chef de la police, Polidorius, un ancêtre lointain de Polidori. Ludwig file le parfait amour avec elle jusqu'à ce que Polidorius s'en mêle et essaie de se débarrasser du vampire. Par chance, Ludwig s'en tire et est recueilli par les habitants du château. À l'heure actuelle, il a déménagé aux États-Unis et joue le soir des concerts.
- Le comte Vladivostok : On sait très peu de choses sur lui car il s'agit vraiment d'un personnage très secondaire. Il apparaît dans l'épisode "profession imposteur" (épisode 47: Blutklöße und andere Gemeinheiten en VO) lors du séminaire pour le personnel des écoles. Il aurait été contacté par un écrivain qui souhaite faire de lui une légende.
- La cousine Batoria : Elle était la meilleure amie de sa cousine Gothica jusqu'à ce qu'elle change de manière radicale au fil du temps. Maintenant malfaisante et cynique, elle fait de nombreuses blagues de mauvais gout aux habitants du château. Gothica, gênée, fera tout pour se débarrasser de cette chipie au point que le comte décidera de ne plus jamais la laisser venir en visite dans son école.
- Pompus Flederflüge : Ce vampire est une star de la scène et donne de nombreux concerts de Stradivampi, l'équivalent du Violon Stradivarius chez les vampires. Constamment accompagné de sa tortue domestique qui fait office de confident, le rockeur se lamente de sa vie d'artiste et de ses contraintes: les paparazzis, les fans, les autographes, la célébrité, etc. Flederflüge aurait dérobé il y a des siècles le violon de Nestor privant le 'jeune' vampire de percer dans le monde du showbusiness. Son concert au château du comte Von Horrificus sera aussi le dernier de sa carrière car avant d'entrer en scène, Flederflüge décide en dernière minute d'abandonner sa carrière et de rendre le violon qui avait été effectivement volé.
- Vampirius : C'est est un vampire joyeux déguisé en clown qui ne pense qu'à jouer. Une légende raconte à tort que c'est le plus horrifiant des vampires de l'école (Il serait tellement sauvage que le comte lui-même en aurait peur). Dans l'épisode "Vampirius est lâché", Oscar doit se plier à l'épreuve de courage de Stocker c'est-à-dire dire rester 24 heures dans la crypte interdite dans laquelle Vampirius reposait. Trouvé accidentellement par Oscar, le vampire le plus farfelu et le plus farceur est lâché sur le château. Selon Ashley, ses jeux sont très dangereux sans que celui-ci s'en rende compte. Les petits vampires expérimentent bien rapidement son manque d'auto-préservation (c'est un vrai danger public). Ils décident de rejouer le même tour à Vampirius que ces amis d'il y a quelques siècles : organiser une partie de cache-cache qui contraint cet insupportable vampire à se cacher dans le château. Vampirius, ravi de jouer à son jeu préféré, s'exécute et depuis, attend d'être à nouveau trouvé.

### Humains de la série
- Sunshine Polidori : Sunshine est une jeune fille humaine et mortelle qui est amoureuse d'Oscar en ignorant que ce dernier est un vampire. Pour elle, il est un garçon normal, juste un peu étrange, ce qui le rend plus intéressant. Oscar a un faible pour elle aussi. C'est pourquoi il lui rend visite aussi souvent que possible. Sunshine est généreuse, gentille, douce mais très naïve. Elle refuse de croire à l'existence des vampires bien qu'elle en croise assez souvent (Oscar, Gothiqua etc.). Le comportement étrange de son grand-père, Paulus Polidori, la remplit de honte. Pourtant, elle l'aime et prend soin de lui.
- Professeur P. Paulus Polidori : Polidori est un chasseur de vampires comme ses ancêtres. Il est aussi le grand-père de Sunshine et voit d'un mauvais œil l'intérêt que lui porte Oscar, un garçon pour lui tellement bizarre qui passe la voir la nuit. Son rêve est de prouver au monde entier l'existence des vampires. Mais il est tellement maladroit et malchanceux que la plupart de ses pièges se retournent contre lui. Dans l'épisode « Une école comme les autres » il se fait berner par les Vampires du Château qui lui font croire que c'est une école ordinaire « Institut Saint Suçon » pour élèves extrêmement humains. Des pièges sont utilisés: miroirs trafiqués reflétant l'image des vampires, élèves et professeurs déguisés en humains, mets humains etc.
- Edwina : cette dame est une touriste américaine que le comte ramène une nuit au château. Elle est l'objet d'un test destiné aux petits vampires : ils doivent lui faire peur sans la mordre. En effet, à la suite des mauvais résultats que les enfants obtiennent durant un exercice, le comte oblige Oscar et ses camarades à épouvanter un mortel à un tel point que ce dernier s'enfuit du château en hurlant. En cas d'échec, ils seront en retenue pendant un mois. Edwina est une bonne femme bien étrange (même selon nos standards) qui se promène partout avec un sac-banane contenant divers objets : une lampe bronzante, des crèmes auto-bronzantes, du ketchup, une radio...
- Ernie / Arnie : Arnie est un jeune homme qui travaille dans une foire où il se fait passer pour un vampire. Il organise tout un spectacle autour de ce thème. N'ayant plus autant de succès, le directeur de la foire exige de lui qu'il raccroche sa cape de vampire pour devenir un clown. Pourtant, Arnie persiste dans l'idée que son spectacle de vampire fera un triomphe. Les élèves de l'institut le confonde avec un vrai vampire, tout comme Polidori qui se met en tête d'empaler le malheureux. C'est grâce à l'aide d'Oscar qu'il échappe au professeur et qu'il peut continuer sa carrière de forain.
- Bruno : C'est le gérant de la pompe à essence où les petits vampires font leur razzias de sucreries en cachette. C'est un grand bonhomme complètement ahuri et un peu stupide mais qui est très généreux. Il accepte d'engager Oscar quand ce dernier veut gagner de l'argent pour faire un cadeau à Sunshine. Il est lui aussi un peu spécial: il croit en l'existence des aliens.

## Divers détails
- Certains épisodes font apparaître des œuvres d'art connues qu'ils parodient. En voici, quelques exemples : 
  - La Joconde : Mona Lisa était de son temps la plus célèbre des vampires. Son sourire forcé était une manière de dissimuler ses canines pointues.
  - La statue de la Liberté : Oxblood raconte que la statue avait été créée par les vampires, volée par les Français puis offerts aux Américains qui lui ont retiré ses dents pointues.
- À la fin de l'épisode "le coup de Foudre de Polidori, Lady Kryptina dit au comte : "Ce n'est pas la première fois qu'un mortel tombe amoureux d'un vampire". C'est une phrase qui sous-entend beaucoup et qui est difficilement interprétable. L'interprétation qui revient le plus souvent chez les fans de la série est que le comte aurait autrefois aimé une mortelle et que Lady Kryptina aurait gardé ce secret. Le mystère plane toujours. Toutefois, on peut en conclure que l'amour entre un(e) vampire et un(e) mortel(le) bien qu'interdit et rare s'est déjà produit plusieurs fois par le passé.
- Autrefois en Égypte, il y aurait eu un culte vampirique avant d'être remplacé par celui des momies.
- Dans l'épisode "le complot", Oscar et Ashley interroge Nestor pour connaitre les activités du comte. Il semblerait que les vampires considèrent la question du choix de leur victime comme étant d'ordre privé. C'est pourquoi la question d'Ashley "de qui boit-il ?" n'aura jamais de réponses.
- Les épisodes comportent parfois des erreurs. Dans l'épisode Éclipse totale, Le comte Horrificus est filmé avec la caméra mise au point par Leetchy. (Il apparaît sur l'écran en bas à droite). Or, les vampires ne peuvent être ni filmés ni photographiés. Dans l'épisode la folie du portable, lorsqu'Oscar demande à son oncle un GSM, ce dernier se penche pour prendre le téléphone dans ses affaires. La plume avec laquelle il travaillait quelques secondes auparavant, disparaît.
- Un portrait du docteur Dentdefer est présent dans le caveau du Comte. Chose assez étrange quand on y pense.

## Liste des épisodes
Les titres ont été traduits en français par la suite. Cette liste comporte les titres en allemand dans la chronologie d'origine (lors de la diffusion en France, les épisodes ont aussi été mélangés) avec à côté la traduction française qui a été choisie.

### Saison 1
1. Docteur Dentdefer (Doktor Eisenzahn?): L'institut est sur le qui-vive. L'inspecteur Dents de Fer va bientôt arriver ! Chaque élève a une tâche à démontrer (les potions pour Gothica, la transformation pour Klot, "La morsure" pour Stoker, L'invention pour Letchy). Le dernier sujet, le plus important, est confié à Oscar. Le problème se trouve justement là car Oscar doit démontrer sa soif de sang alors que celui-ci souffre d'une phobie aiguë du sang. Paniqué, Oscar décide de s'enfuir et de partir en exil. Avant de disparaître définitivement, il se rend une dernière fois chez son amie mortelle, Sunshine. Cette dernière le pousse à retourner à l'école et à assumer ses responsabilités.
2. Hypnose (Hypnosetechnik) : Le directeur de l'institut, Alaric Von Horrificus, convoque Klot dans son bureau à cause de tous les échecs accumulés par ce dernier. Si Klot ne réussit pas son cours d'hypnose, il sera renvoyé. Le cours est un désastre pour lui et pour Oscar qui cherchait à savoir comment cette 'entrevue' avec le comte s'est passée. Les deux enfants sont envoyés devant le directeur. Cependant, un problème survient le comte, parti prendre l'air, a disparu ! Où peut-il bien être ?
3. Menu surprise (Überraschungsmenü) : Oscar est invité à dîner par Sunshine mais le grand-père de cette dernière sera là. Gothica devra faire tout ce qu'elle peut pour assurer la survie de son ami car Polidori a des soupçons concernant Oscar...
4. Le monde à l'envers (Verdrehte Welt) : Tous les 500 ans, l'institut Horrificus (l'école des petits vampires en version française) doit se plier à un étrange rituel. À cette occasion, les élèves et les professeurs échangent leur place pour une nuit.
5. Fluffy (Fluffy) : Oscar trouve un jeune oiseau dans la cour de l'école. D'où peut-il bien venir ? Oscar devra élucider ce mystère tout en préservant l'école du hibou dragon aux yeux rouges qui rôde et défendre Fluffy, l'oisillon qui l'a recueilli de Stoker.
6. L'heure d'été (Sommerzeit)
7. Polidori prend l'air (Polidori im Aufwind)
8. Jeu d'ombres (Schattenspiele)
9. Le complot (Die Verschwörung)
10. Inspecteur oscar (Inspektor Oskar)
11. Silence on tourne (Filmblut)
12. Le passage secret (Der Geheimtunnel)
13. Le retour du comte Fracula (Graf Frakulas Rückkehr)
14. Le loup garou (Der Austauschschüler)
15. Les démons de la danse (Der Besessene)
16. La plante monstre (Die Monsterpflanze)
17. Le nouveau (Der Neue)
18. La collecte de sang (Blut auf Rädern)
19. Edwina (Touristenhorror)
20. Arnie instead of «vrai ou faux» (Der falsche Vampir)
21. Total éclipse (Die Sonnenfinsternis)
22. La dent de lait (Der Milchzahn)
23. Aracula (Am Spinnenfaden)
24. Gothica et les fantômes (Kryptinas Geheimnis)
25. Un mauvais rhume (Stürmische Zeiten)
26. Vampirolympiques (Vampirolympiade)

### Saison 2
1. Le coup de foudre de Polidori (Eisige Zeiten)
2. L'enfant prodige (Das Wunderkind)
3. Élèves en grève (Der kleine Diktator)
4. Cruelle baby-sitter (Süßes oder Saures)
5. La saison des amours (Frühlingsgefühle)
6. Les vampirates (Vampir-Piraten)
7. Le monstre du lac (Das Seemonster)
8. Un vampire aux dents longues (Gemeingefährlich)
9. - (Falsche Clowns und echte Liebe)
10. Vampi-facteurs (Der alte Postbote)
11. Seuls au château (Vampire allein Zuhause)
12. Mordez-moi ! (Bitte beiß mich)
13. L'amour, c'est cruel ! (Ein ungleiches Paar)
14. - (Durchgehend geöffnet)
15. Filou Ladendure (Da pfeif ich drauf)
16. La dette d'honneur (Ehrensache)
17. L'amour dans le sang (Vatertag)
18. Miroir Miroir (Gruftines Alptraum)
19. Le troubadour (Der Minnebeißer)
20. Crousti le troll (Der einsame Troll)
21. Profession imposteur (Blutklöße und andere Gemeinheiten)
22. Ashley s'envole (Vom Wind verweht)
23. - (Furcht und Zittern)
24. Le jeu du chat et de la souris (Katzenjammer)
25. Sunshine et Moonshine (Mondschein)
26. Travail d'équipe ! (Lagerfeuer)

### Saison 3
1. - (Vampire und Räuber)
2. Polidori en Famille (Besuch im Hause Polidori)
3. Transhypnose (Hypnosestunde)
4. Le procès d'Oscar (appelé aussi le voleur de biscuits vampires) (Der Vampir-Brownie-Dieb)
5. La fée des vampires (Die Zahnfee)
6. Vampires et soucoupes volantes (Vampire aus dem Weltall)
7. Faites place à Mr. Cool (Tinto alias Mr. Cool)
8. Le philtre d'amour (Vampirkuss)
9. - (Der verfluchte Fletscher)
10. Le portrait (Das Porträt)
11. L'art d'Asheley (Kunstwerk Ashley)
12. L'héritière de Toutankhanine (Thut Zahn Amuns Erbin)
13. Vampirius est Lâché (Vampello ist los)
14. Le roi du goth n'roll (Der König des Grottenrocks)
15. Qui a peur du petit Vampire ? (Projekt Angst)
16. Une école pas comme les autres (Polidori Undercover)
17. Chasseurs chassés (Der Vampirjäger-Jäger)
18. Un bébé chez les vampires (Babysitteralarm)
19. Klot et le trésor caché (Klott und der Goldschatz)
20. Héros et poules mouillées (Helden und andere Angsthasen)
21. La visite de l'inspecteur dents de fer (Dr. Eisenzahns Überraschungsbesuch)
22. Vive le camping (Campingausflug mit Folgen)
23. Stocker en détresse (Polidoris Vampirverkapsler)
24. Catch pour débutant (Wrestling für Anfänger)
25. Alerte aux zombies (Zombiealarm)
26. Sauvés par Klot ! (Superklott)

### Saison 4
1. La nouvelle voiture d'Ashley (Zu früh gefreut)
2. Chasseurs chassés (Gruß vom Bund der Vampirjäger)
3. Un robot dangereux (Gefährlicher Roboter)
4. Stoker a peur (Vom Fletscher, der auszog, das Gruseln zu lernen)
5. L'inventeur inventé (Der erfundene Erfinder)
6. Visage de l'épouvante (Gruselgesicht)
7. Examen de sport (Die Sportprüfung)
8. Soirée pyjama (Pyjamaparty)
9. Au cœur de la forêt (Ein Bär ist ein Bär ist ein Bär)
10. La folie du portable (Handywahn)
11. Mister joyeux en danger (Mr. Tickles in Not)
12. Aurevoir Klot ! (Machs gut Klott)
13. La chasse au trésor (Schnitzeljagd)
14. Le journal intime de Stoker (Fletschers Tagebuch)
15. Un ami pour sept nuits (Klappergestell gegen Plappergestell)
16. Poupée magique (Voodoo Puppe)
17. L'invasion des termites (Der Vampirkammerjäger)
18. Salade aux œufs (Zoff mit Zwergen)
19. Merci Gothica (Der Dank des Trolls)
20. Un cadeau pour Sunshine (Geburtstagsgeschenk für ein Mädchen)
21. Polidori part à la retraite (Polidori geht in Pension)
22. Tour de chauve-souris (Zauberlehrling Fletscher)
23. La cousine de Gothica (Cousine Batoria)
24. Morsure ou bonbon (Die Beissprüfung)
25. Golem ou alien (Der Golem)
26. Les vampires Chasseurs (1730 war alles anders)